# First Monday (časopis)
First Monday je měsíční recenzovaný odborný veřejně přístupný akademický časopis pojednávající o výzkumu a dění na internetu. Vycházet začal v roce 1996, od té doby vydal již přes 2102 odborných článků ve 305 vydáních. Na jeho tvorbě se podílelo na 3406 autorů. Kromě pravidelných měsíčních čísel vyšlo i 33 speciálních vydání. Editační tým je tvořen třinácti osobami, hlavním editorem je zakladatel časopisu Edward J. Valauskas. Časopis je vydáván první pondělí v měsíci a za publikaci článku jsou požadovány poplatky. Projekt je zaštítěn Univerzitou Illinois v Chicagu.